# Cholchol
Cholchol ou Chol Chol é uma comuna do Chile, da Província de Cautín na IX Região de Araucanía.
Limita-se a norte com Galvarino e Lumaco, a leste com Temuco, a oeste e a sul com Nueva Imperial.